# Millencolin
„Миленколин“ (Millencolin) е шведска скейт-пънк група.
Сформирана е от Ерик Олсон (Erik Ohlsson), Матиас Ферм (Mathias Färm) и Никола Шарчевич (Nikola Sarcevic) в Йоребру, Швеция през 1992 г. Името на групата идва от скейт трика „меланхоли“, но за по-доброто звучене е видоизменено до „Миленколин“.
В началото текстовете им са на шведски. Първият им демозапис наречен „Гуфи“ (Goofy) излиза през 1993 г. и съдържа 10 песни. По това време и Фредрик Ларзон (Fredrik Larzon) (свирил дотогава в Kung Pung) се присъединява към групата. През лятото на 1993 г. се издава, изцяло на собствени разноски, второто им демо озаглавено „Мелак“ (Melack). Песните от него се появяват и в различни компилации. „Мелак“ е записано в Unisound studios, където групата е работила до 1998 г.
През ноември 1993 г. записват сингъл от 6 песни, наречен Use your noce. Той съдържа нови версии на песните от „Гуфи“ и „Мелак“ (например на Pain).
Първият голям албум „Тайни тюнс“ (Tiny Tunes) излиза през 1994 г.

## Странични интереси
Членовете на „Миленколин“ карат скейтборд, което е било сплотяващ момент за сформирането на групата.